# Catgut
Catgut je pevná šňůra ze střev ovcí a jiných zvířat, která se používá na chirurgické nitě, struny hudebních nástrojů a výplet tenisových raket.

## Z historie catgutu
Použití střev na chirurgické nitě poprvé písemně zaznamenal 150 let před n. l. řecký lékař Galén. Po staletí pak pařil catgut k nejpoužívanějším prostředkům v chirurgii. Šicí nitě z catgutu byly ve 20. století téměř úplně nahrazeny výrobky z umělých vláken, jen z důvodu poměrně nízkých výrobních nákladů se však i v 21. století používají v některých zemích nadále. V Evropě a v Japonsku je použití catgutu od roku 2001 zakázáno z důvodu možného přenosu nákazy BSE. V roce 2017 se odhadoval celosvětový výnos z prodeje catgutových nití (u 30 největších producentů) na 2,3 miliardy USD.
Asi nejstarší struny pro hudební nástroje byly na harfách starých přes 2000 let, objevených ve vykopávkách v řeckých Thébách. Catgut se používal u všech strunných nástrojů, až koncem 20. století byl nahrazen syntetickými výrobky. Struny z catgutu však zůstávají vzorem dobré jakosti - o houslích s vynikající kvalitou strun se stále ještě říká, že mají (jedinečně) teplý tón, jakoby měly struny z catgutu.
První tenisové rakety s catgutovým výpletem vyrobil v roce 1875 Francouz Babolat. Později se s tímto výpletem vyráběly také rakety na badminton a squash. Výplety mají některé vlastnosti (odpor proti napětí, pružnost aj), které nedosahují ani mnohokrát zdokonalované výrobky z umělých hmot v 21. století. Standardní výplety ze syntetických strun jsou však k dostání za 1/10 ceny a mají mnohonásobně delší životnost. Rakety s catgutovým výpletem proto používají jen někteří tenisté ze světové špičky.

## Druhy catgutových nití

### Chirurgické šicí nitě
Podle vstřebatelnosti nitě do tělesné tkáně se rozeznávají 3 druhy:
- Nitě s glycerinovou úpravou – pevnost se snižuje po 7 až 10 dnech
- Nitě upravené chromovou solí, s delší dobou rozkladu a zlepšenou snášenlivostí tkáně – počáteční pevnost (cca 230 N/mm²[7]) se snižuje po 10-14 dnech a rozklad nastává po 90 dnech
- Nitě s úpravou v horku, s urychlenou absorpcí – pevnost se snižuje po 5-7 dnech, materiál se rozpadá po 70-90 dnech[2]

Hotové chirurgické nitě se dodávají obvykle v tloušťkách 0,1-1 mm, délka 45-70 cm, jehla 8-16 mm
Použití: měkké tělesné orgány, cévy, včetně očí, nikoliv však v kardeologii

### Struny pro hudební nástroje
Struny pro hudební nástroje se splétají ze 3 (e-struna pro housle) až 64 (g-struna pro kontrabas) pásků.

### Tenisové rakety
Struny se vyrábějí v tloušťkách 1,10-1,40 mm. Z 5 základních druhů materiálu jsou struny z catgutu (babolat VS) nejlepší, ale také nejdražší.

## Výroba
Schéma výrobního procesu:
- střeva (Ø 14-21 mm, délka 25-30 m) se napouštějí chemikáliemi (zvláčnění)
- hladí (odsliznění), rozpůlí, rozkládají do plochy a stříhají na pásky (šířka cca od 6 mm, tloušťka 0,005 mm)
- (v závislosti na použití nitě) se splétá/zakrucuje určitý počet pásků:[11]
  - chirurgické niti mají tloušťku 0,1-1,0 mm,[12]
  - struny pro hudební nástroje se splétají ze 3 (e-struna pro housle) až 64 (g-struna pro kontrabas) pásků.[13]
  - struny na výplet tenisových raket se vyrábějí asi od roku 1960 jen z hovězích střev (k výrobě strun s tloušťkou 0,8 mm jsou na výplet jedné rakety jako surovina údajně nutná střeva (seroza) ze tří krav)[14]
- pletence se suší, pásky se při tom vzájemně slepují a po 3 až 30 dnech tvoří homogenní masu
- stejnoměrnost tloušťky (přesnost 0,01 mm) se vyrovnává broušením povrchu
- finální operace:
  - výrobky k chirurgickým účelům se sterilizují ozařováním gama paprsky a některé se spojují s jehlami na šití
  - struny pro hudební nástroje se obeskávají kovovými nitěmi (měď, stříbro)[11]

## Galerie catgutů

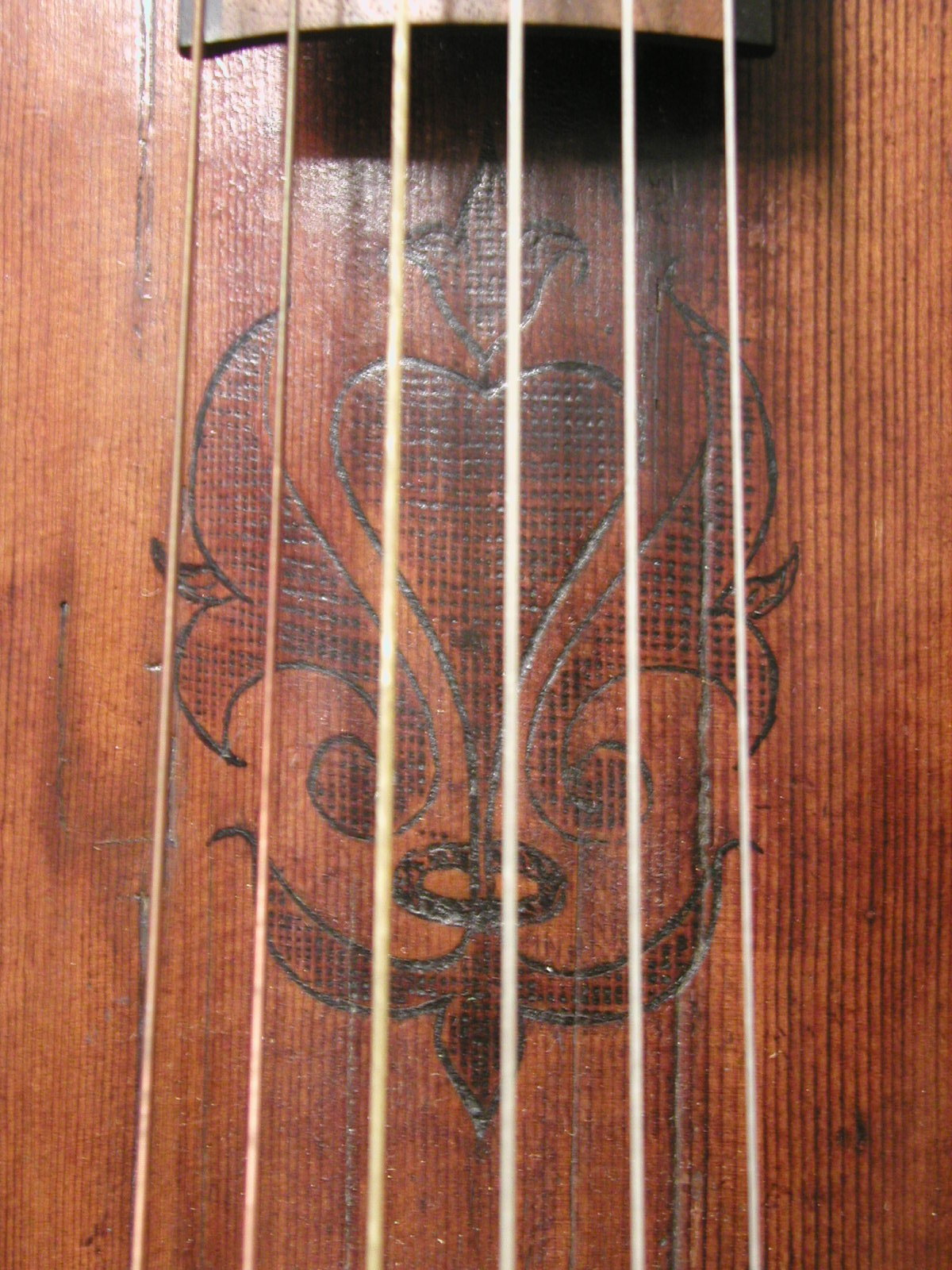
Catgutové struny na viole z konce 17. století
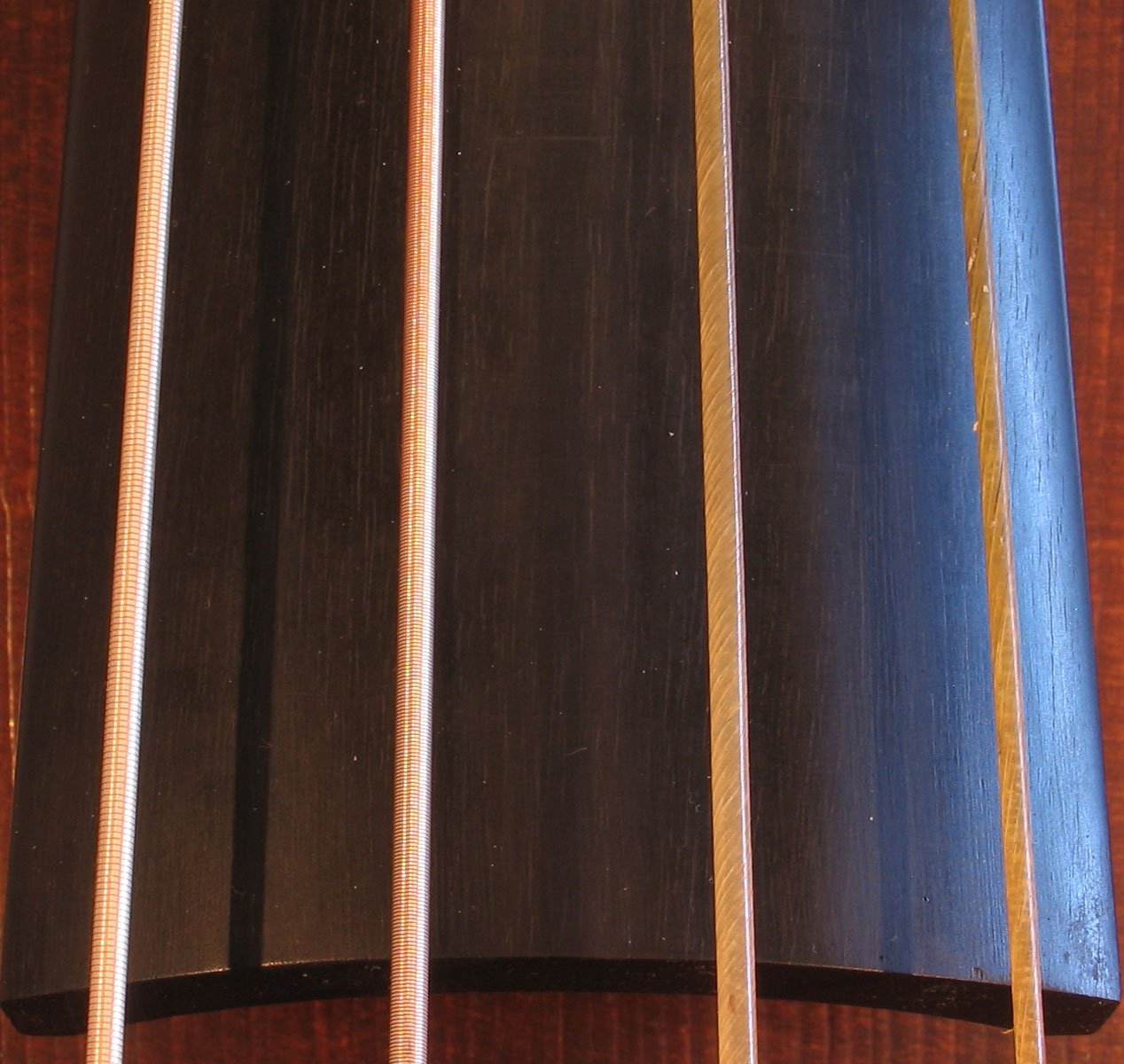
Struny na kontrabasu: (zleva doprava) G a D catgut obeskaný stříbrnou nití, A a E splétaný catgut bez pláště
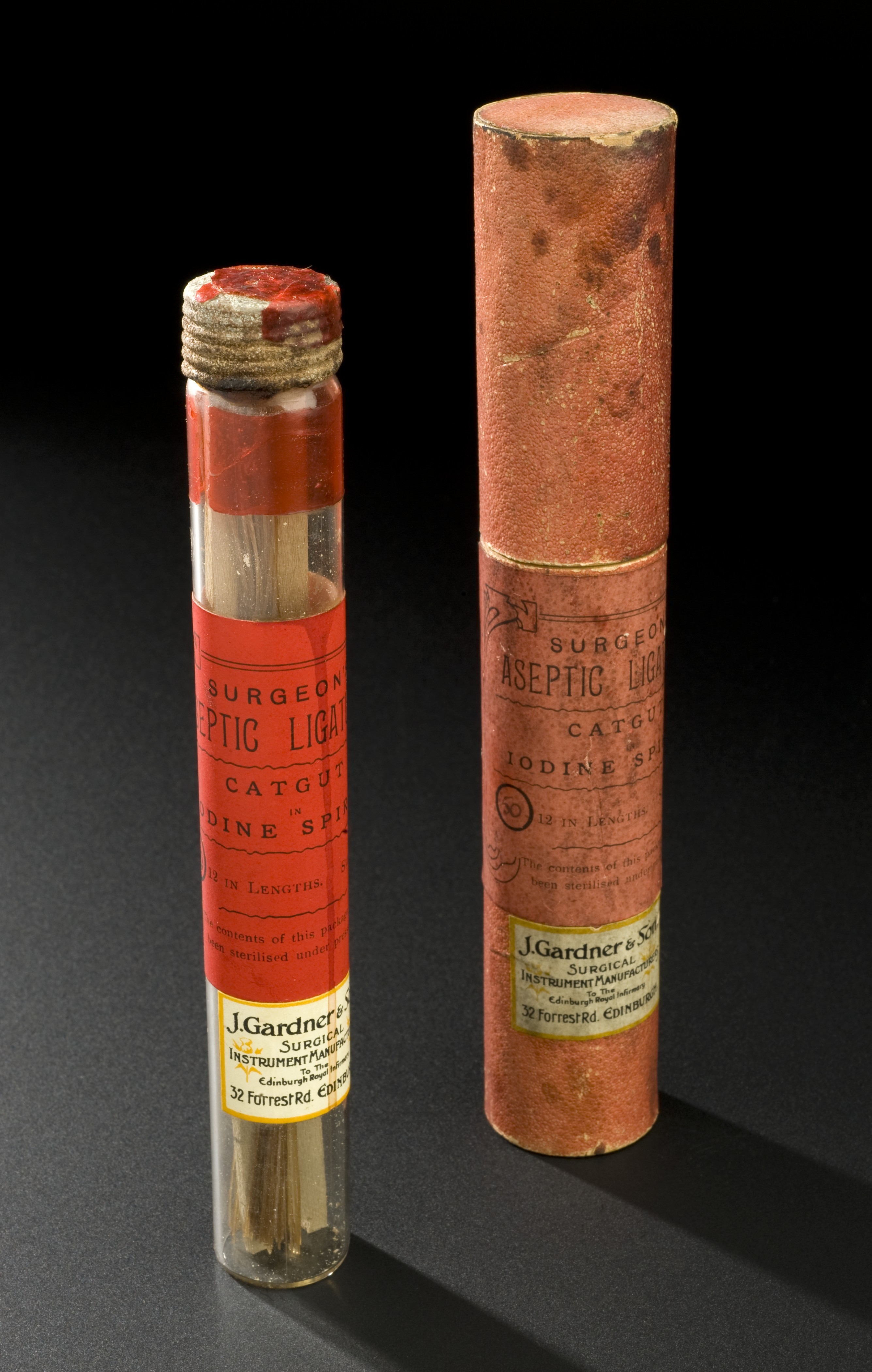
Pouzdra s catgutem z roku 1890
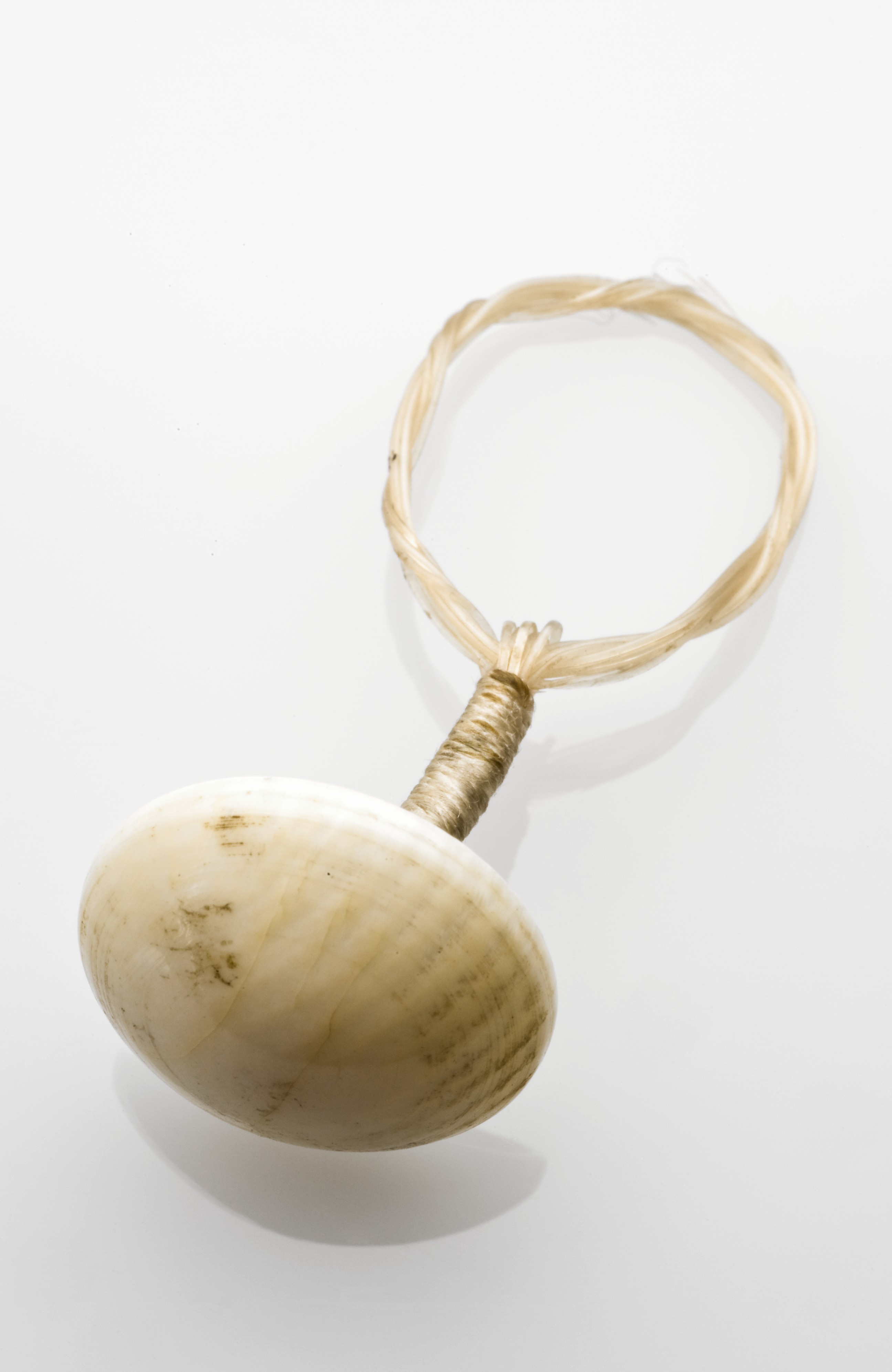
Catgutová nit na pesaru (Evropa 1925-1935)
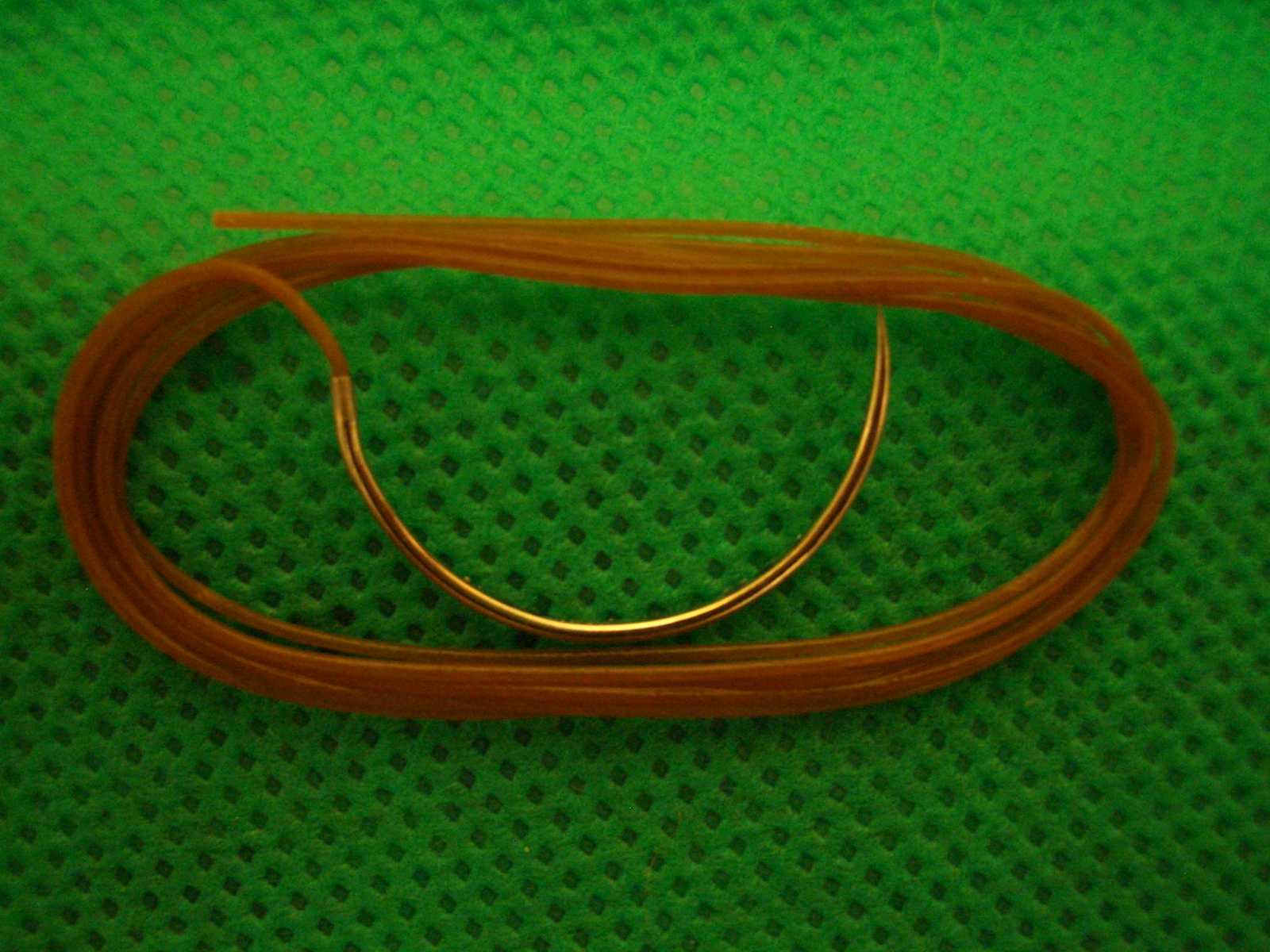
Pochromovaný catgut s jehlou (Írán 2013)
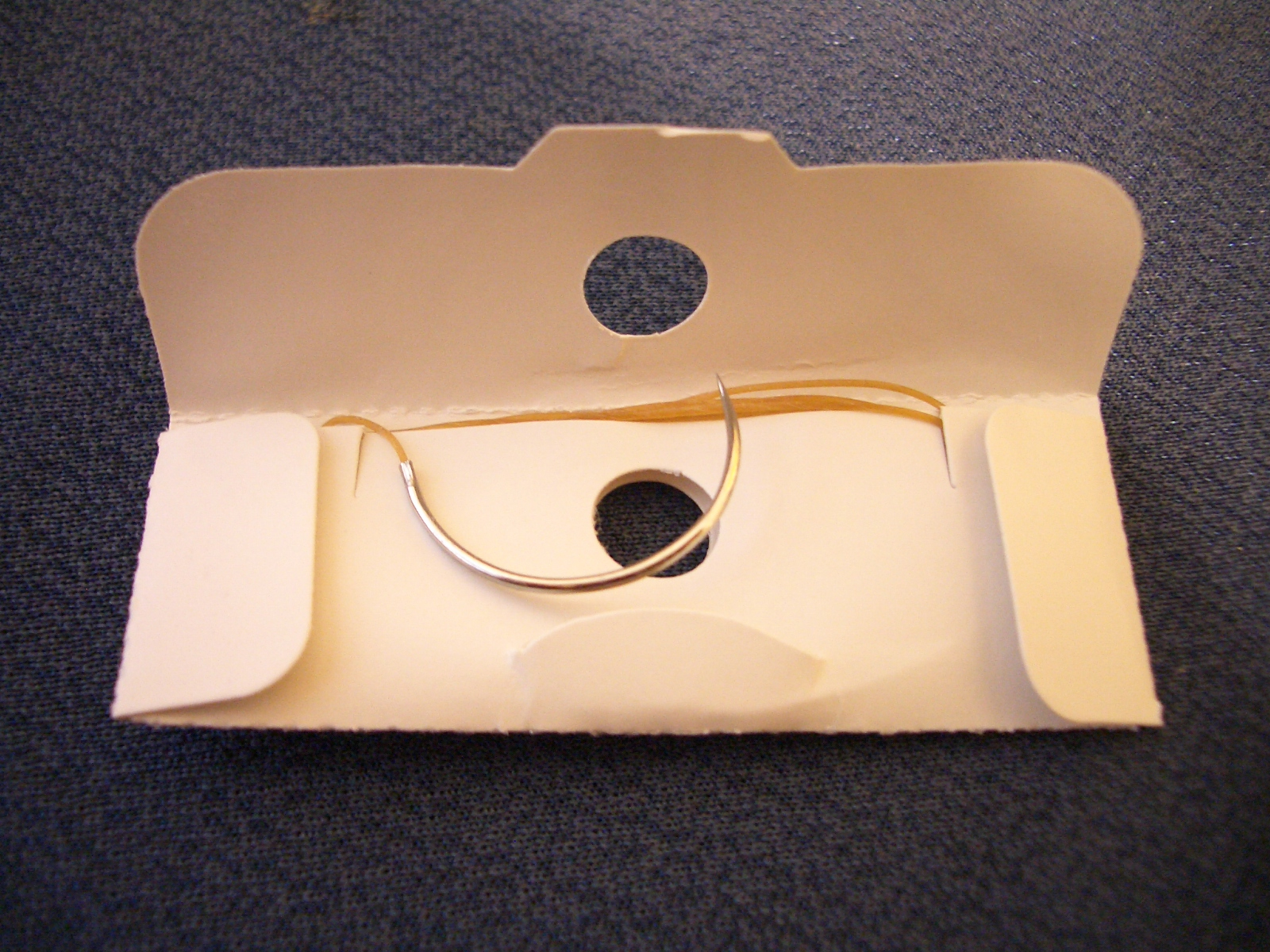
Pouzdro s catgutovou nití (Írán 2013)